# Sherman Daniel Chambers
Sherman Daniel Chambers (* 9. Mai 1881 in Sheffield, Lorain County, Ohio; † 6. Januar 1979 in West Lafayette, Tippecanoe County, Indiana) war ein US-amerikanischer Ingenieur.

## Leben

### Familie und Ausbildung
Der aus dem im US-Bundesstaat Ohio gelegenen Village Sheffield gebürtige Sherman Daniel Chambers, Sohn des Thomas William Chambers und der Mary Agnes Conley Chambers, wandte sich nach dem Besuch der öffentlichen Schulen dem Studium des Ingenieurwesens am Baldwin Wallace College in Berea zu, 1904 erwarb er den akademischen Grad eines Bachelor of Science, 1911 den eines Master of Science. Er setzte sein Studium an der Lehigh University in Bethlehem in Pennsylvania fort, 1918 schloss er als Zivilingenieur ab.
Der presbyterianisch getaufte Sherman Daniel Chambers heiratete am 4. August 1909 in Fargo in North Dakota Helen Grace Ware (1887–1980). Der Ehe entstammte der Sohn David Ware. Sherman Daniel Chambers starb im Januar 1979 im hohen Alter von 97 Jahren. Seine letzte Ruhestätte fand er auf dem Grand View Cemetery in  West Lafayette.

### Beruflicher Werdegang
Sherman Daniel Chambers erhielt im Jahre 1909 eine Stelle als Instructor in Mathematics an der University of Maine nahe Bangor in der Ortschaft Orono, welche er bis 1912 innehatte. Nach darauffolgenden diversen Tätigkeiten wechselte er 1916 ebenfalls in der Funktion eines Instructors in Mathematics an die Lehigh University, 1918 schied er aus. Nach unterschiedlichen beruflichen Funktionen folgte Sherman Daniel Chambers im Jahre 1921 dem Ruf als Assistant Professor of Engineering Mechanics an die School of Engineering der Purdue University nach West Lafayette, 1925 wurde er zum Associate Professor, 1936 zum Full Professor ernannt, 1951 wurde er in den Ruhestand verabschiedet. Er lehrte im Anschluss noch bis 1959 an der Valparaiso University.
Der Freimaurer Sherman Daniel Chambers, einer der führenden Ingenieurwissenschaftler der Vereinigten Staaten seiner Zeit, war gewähltes Mitglied der Acacia Fraternity (Ακακία) sowie der National Honor Society of Scabbard and Blade.

## Publikationen
- On some problems in applied mechanics. C.E. Lehigh University, Bethlehem, Pa., 1918
- Mechanics of engineering. in: Engineering science series. Macmillan, New York, 1934
- zusammen mit  Virgil Moring Faires: Analytic mechanics. 3d ed, Macmillan, New York, 1952